# Carex mannii
Carex mannii är en halvgräsart som beskrevs av Eileen Adelaide Bruce. Carex mannii ingår i släktet starrar, och familjen halvgräs.

## Underarter
Arten delas in i följande underarter:
- C. m. friesiorum
- C. m. mannii
- C. m. thomasii